# Leptosphaeria culmicola
Leptosphaeria culmicola är en svampart som först beskrevs av Elias Fries, och fick sitt nu gällande namn av Petter Adolf Karsten 1866. Leptosphaeria culmicola ingår i släktet Leptosphaeria och familjen Leptosphaeriaceae.   Inga underarter finns listade i Catalogue of Life.